# Onorato di Tolosa
Onorato di Tolosa (Navarra, III secolo – Tolosa, III secolo) fu il secondo vescovo della diocesi di Tolosa verso la fine del III secolo; è venerato come santo dalla Chiesa cattolica.

## Agiografia
Abbiamo pochissime notizie di questo santo, di cui sappiamo solo che fu il secondo vescovo di Tolosa. Sarebbe stato convertito al Cristianesimo dal fondatore della chiesa di Tolosa San Saturnino e inviato dallo stesso in Spagna a Pamplona per diffondervi la religione cristiana. Lì conobbe Firminus, poi noto come San Firmino, figlio del senatore Firmus, governatore di Pamplona, lo convertì e lo condusse in Francia da San Saturnino che poi lo battezzò e lo consacrò sacerdote. Firmino poi fonderà la diocesi di Amiens e morirà martire.
Il culto di Sant'Onorato è iniziato a partire dal XIII secolo, quando fu ritrovata la sua tomba nella Basilica di Saint-Sernin a Tolosa.

## Culto
Il Martirologio romano fissa la memoria liturgica il 22 dicembre.